# Die drei Nüsse (Brentano)

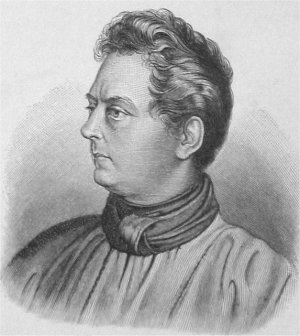
Clemens Brentano
(1778–1842)

Die drei Nüsse ist eine Erzählung von Clemens Brentano, die vom 9. bis 15. August 1817 in der Zeitung Der Gesellschafter oder Blätter für Geist und Herz erschien. Angaben zur Entstehung des Textes und zu den Erscheinungsdaten finden sich im Band 19 der Frankfurter Brentano-Ausgabe [FBA].

## Inhalt
Im Herbst 1665 werden im Hause des Bürgermeisters Maggi in Colmar Nüsse geknackt. Bei der Gelegenheit stellt der Hofmeister den drei Söhnen des Bürgermeisters eine Aufgabe. Der Spruch Unica nux prodest, nocet altera, tertia mors est ist ins Deutsche zu übersetzen. Ein Alchemist auf der Durchreise, der mit bei Tisch sitzt, erschrickt heftig über das Latein und stürzt aus dem Zimmer. Maggi stellt den Alchemisten zur Rede. Der winselt um Gnade. Er sei ein Verbrecher, der unters Schwert gehöre. Der Alchemist bittet Maggi, ihn nicht zu verraten, und zieht unbehelligt weiter nach Basel. Ein Jahr später – wieder werden Nüsse geknackt – kommt Amelie dü Pont ins Haus. Amelie will sich in Colmar als Apothekerin niederlassen. Diese Frau, die einmal schön gewesen sein muss, erschrickt vor einem Bild, das der jüngste Sohn des Bürgermeisters gemalt hat. Es zeigt die Szene, die der Alchemist gemacht hatte, und ist mit dem Spruch von den drei Nüssen untertitelt. Amelie erzählt Maggi ihre Geschichte. Sie war in Lyon mit einem Apotheker verheiratet gewesen. Dieser frönte der Alchemie. Die Ehe blieb kinderlos. Amelie hatte einen Liebhaber – Ludwig. Den hielt sie für ihren Bruder. Der Apotheker überraschte das Liebespaar neben einer Kapelle unter einem Nussbaum, gerade als die beiden zum Abschied Nüsse knackten und dazu den oben genannten Spruch hersagten. Der Ehegatte erschoss Ludwig und floh ins Ausland. Maggi will diese Geschichte eines Inzests nicht glauben. Amelie erzählt weiter: Weil der Geliebte ihr Bruder gewesen wäre, hatte sie den Apotheker geheiratet. Der Flüchtige lebte nach dem Mord jahrelang als Laborant an nordeuropäischen Höfen, kehrte nach Lyon zurück und stellte sich. Vor seiner Exekution bat er Amelie, bei Maggi Schutz zu suchen. Dicht neben jener Kapelle unter dem Nussbaum wurde der Apotheker enthauptet, nachdem er noch den lateinischen Spruch ausgesprochen hatte. Bürgermeister Maggi, tief gerührt, erblickt den Siegelring an Amelies Finger und forscht nach. Ergebnis: Maggi und Amelie sind Bruder und Schwester. Die Amme hatte ihn mit dem Söhnlein des Mechanikus Maggi vertauscht. Amelie führt Maggi den Haushalt und geht nach dessen Tod ins Kloster St. Clara zu Colmar.

## Rezeption
- Schultz (anno 1999)[5] gibt den Inhalt an.
- Pfeiffer-Belli[6] lobt die strenge Novellenform. Der Text erscheine jedoch „steif“ und „gezwungen“.
- Riley verweist an zwei Stellen[7] auf weiter führende Arbeiten: Gerhard Kluge (Clemens Brentanos Erzählungen aus den Jahren 1810–1818, Tübingen 1978), R. Imelmann (Die drei Nüsse von Clemens Brentano, 1927) und P.-W. Wührl (Die drei Nüsse in Kindlers Lit.-Lexikon, Zürich 1966).

## Ausgaben
- Clemens Brentano: Die drei Nüsse. Mit sechs ganzseitigen Zeichnungen von Hanna Nagel. 35 Seiten. Papierfabrik Zerkall Renker & Söhne 1958.
- Die drei Nüsse in: Clemens Brentano: Erzählungen und Märchen. 283 Seiten. 1 Abbildung. Harenberg, Dortmund 1985

### Zitierte Textausgabe
- Die drei Nüsse. Erzählung. S. 383–398 in Gerhard Kluge (Hrsg.): Erzählungen in Jürgen Behrens (Hrsg.), Konrad Feilchenfeldt (Hrsg.), Wolfgang Frühwald (Hrsg.), Christoph Perels (Hrsg.), Hartwig Schultz (Hrsg.): Clemens Brentano. Sämtliche Werke und Briefe. Band 19. Prosa IV. 868 Seiten. Leinen. Mit 16 ganzseitigen Schwarz-weiß-Abbildungen. W. Kohlhammer, Stuttgart 1987, ISBN 3-17-009440-8